# Post-hardcore
Il post-hardcore (noto anche come post-core) è un genere musicale punk rock che mantiene l'aggressività e l'intensità dell'hardcore punk ma enfatizza un maggiore grado di espressione creativa. Inizialmente è stato ispirato dal post-punk e dal noise rock. Come il termine "post-punk", il termine "post-hardcore" è stato applicato a un'ampia costellazione di gruppi. Il post-hardcore iniziò negli anni '80 con band come Hüsker Dü e Minutemen. Il genere si espanse negli anni '80 e '90 con pubblicazioni di band provenienti da città che avevano stabili scene hardcore punk, come i Fugazi di Washington, DC così come gruppi come Big Black, Jawbox, Quicksand e Shellac che sono rimasti più vicini alle radici del noise rock post-hardcore. La Dischord Records divenne uno dei principali attori del post-hardcore durante questo periodo. Il genere iniziò anche a incorporare tipicità strumentali più dense, complesse e atmosferiche con band come Slint e Unwound, e altre sperimentarono alcuni crossover dall'indie rock con band come The Dismemberment Plan. All'inizio e alla metà degli anni 2000, il post-hardcore raggiunse il successo mainstream con la popolarità di band come At the Drive-In, My Chemical Romance, Dance Gavin Dance, AFI, Underoath, Hawthorne Heights, Silverstein, The Used, Saosin, Alexisonfire e Senses Fail. Negli anni 2010, band come Sleeping with Sirens e Pierce the Veil hanno raggiunto il successo mainstream come gruppi post-hardcore. Nel frattempo, band come Title Fight e La Dispute ottennero una popolarità underground suonando musica che somigliava di più alle band post-hardcore degli anni '80 e '90.

## Storia

### Anni '80

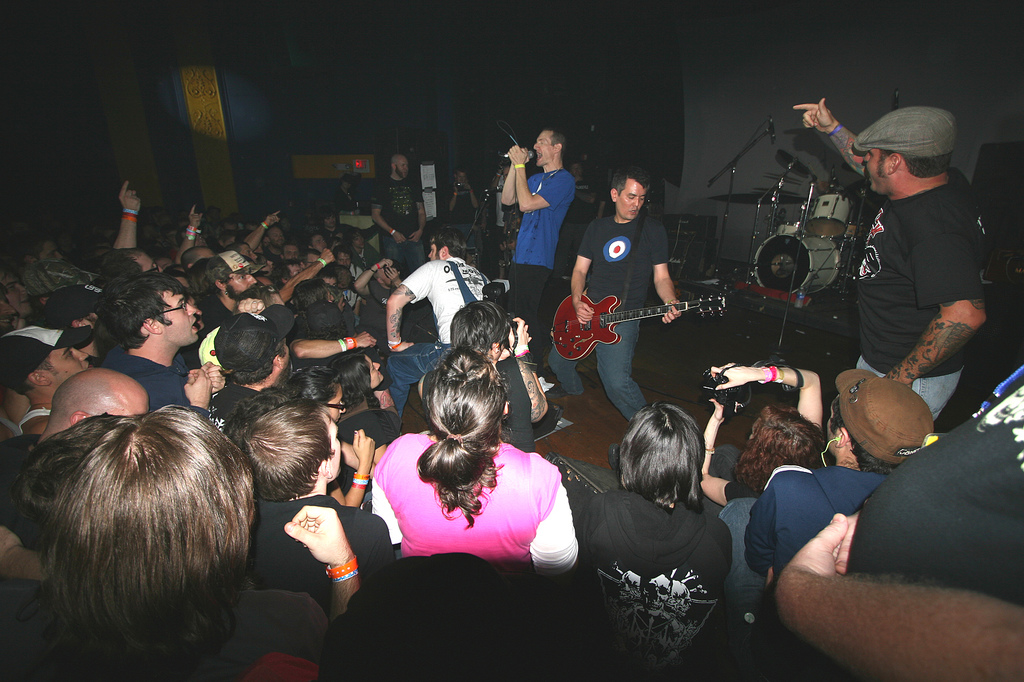
I Naked Raygun in concerto

Il post-hardcore si sviluppò a partire dall'hardcore punk, caratterizzato da tempi molto rapidi e potenti linee di basso.
Attorno alla metà degli anni ottanta, parecchie band hardcore negli Stati Uniti iniziarono a sperimentare in questo genere oltre alla sua forma standard. Generalmente i primi gruppi di questo nuovo stile erano sotto contratto con la SST Records; tra questi si distinsero Minutemen, Hüsker Dü, Meat Puppets, Dinosaur Jr. e Gone, influenzati dalla fase artistica più sperimentale dei Black Flag e di Greg Ginn.
Molte di queste formazioni si ispiravano in ugual modo anche al noise rock degli anni ottanta capitanato dai Sonic Youth. Anche gruppi come gli Squirrel Bait o i Big Black assieme ai successivi progetti di Steve Albini, Rapeman e Shellac, sono considerati post-hardcore. Il critico Steven Blush ha descritto i Big Black come:
(Steven Blush)
Anche i Naked Raygun utilizzarono testi obliqui e aspre melodie post-punk. Le pubblicazione successive della Dischord resero lo stile più ampio, in particolare grazie all'attività dei Fugazi, ma anche di Embrace, Rites of Spring, Nation of Ulysses, Jawbox, Shudder to Think e Lungfish.

### Anni '90
Negli anni novanta si verificò una nuova diffusione del post-hardcore all'interno della scena youth crew, grazie a Fugazi, Unsane, Quicksand, Helmet, Glassjaw e On the Might of Princes. Inoltre alcuni gruppi art punk come Drive Like Jehu, Unwound, Les Savy Fav, Refused, Hot Water Music, Cap'n Jazz e At the Drive-In, furono importanti per il post-hardcore di quegli anni.

### Anni 2000

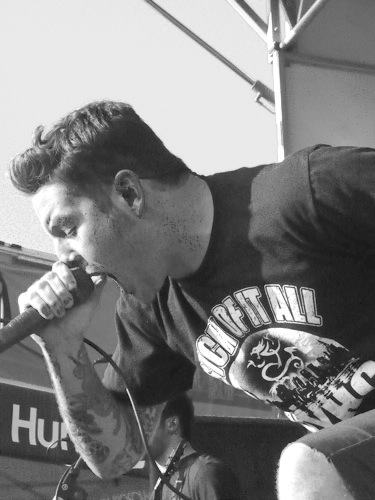
Buddy Neilson dei Senses Fail in concerto

Alla fine degli anni novanta una nuova ondata di band post-hardcore rese popolare il genere. Tra queste si distinsero Thursday, Envy, Thrice, Finch e Poison the Well, questi ultimi devoti anche al metalcore. Intorno al 2003, vari gruppi post-hardcore si erano guadagnati le attenzioni delle major, in particolare della Island Records, che mise sotto contratto Thrice e Thursday, della Atlantic Records, con cui firmarono i Poison the Well, della Geffen Records che rilevò i Finch dalla Drive-Thru Records, e della Epitaph Records, con cui hanno firmato band molto famose nel panorama post-hardcore attuale, come Sleeping with Sirens, Asking Alexandria, Coldrain e Attila, fra le altre. Nello stesso periodo il genere iniziò ad ottenere ottime vendite, con The Artist in the Ambulance dei Thrice e War All the Time dei Thursday che si piazzarono rispettivamente alla posizione numero 16 e numero 7 della Billboard 200.
Nello stesso periodo si formarono molti nuovi complessi post-hardcore che incorporavano elementi pop punk e alternative rock. In particolare ottennero successo The Used, Hawthorne Heights, Senses Fail, From First to Last ed Emery e Sleeping with Sirens, oltre ai canadesi Silverstein e Alexisonfire.
Questa nuova ondata di gruppi post-hardcore ottenne grande visibilità mainstream grazie ad MTV e Warped Tour. I The Used hanno pubblicato alcune hit minori prima di ottenere due dischi d'oro per gli album The Used e In Love and Death, così come il debutto degli Hawthorne Heights The Silence in Black and White.
In Italia abbiamo band come i Fear of apathy, Die abete, Do nascimento.

## Varie tendenze musicali e diramazioni

### Elettronica
Gli inglesi Enter Shikari sono divenuti noti per aver creato uno stile musicale particolare, in cui la componente elettronica della loro musica è largamente rappresentata da sonorità, tra gli altri generi, da trance, drum and bass e dubstep, portando alla nascita di un'altra corrente (negli anni 2000 e 2010 in continua crescita) chiamata electronicore. Con il loro album di debutto, intitolato Take to the Skies e pubblicato indipendentemente, hanno svettato fino alla quarta posizione tra le classifiche britanniche. Altri esponenti sono gli statunitensi I See Stars e Attack Attack!, i quali però attingono più dal metalcore piuttosto che dal post-hardcore originale.
Queste band e molte altre si caratterizzano per aver introdotto sintetizzatori e tastiere all'interno della strumentazione tipica di questo genere. La particolarità di questa musica sta nel dover unire due generi musicali in forte contrasto tra loro, con strutture musicali spesso atipiche, in cui ritmi tipici della musica da ballo sono affiancati ai breakdown, le chitarre e i sintetizzatori si uniscono tra loro creando trame sonore, giocando sull'impiego di chitarre aggressive e sotto-accordate, spesso vicine al metalcore.

### Progressive e sperimentale
Fra tutti i sottogeneri del punk, il post-hardcore è forse lo stile più musicalmente eclettico, complesso ed elaborato dal punto di vista compositivo. Negli ultimi anni vi sono state sempre più band che hanno seguito le tracce degli At the Drive-In, noti per la loro miscela di progressive e hardcore, che hanno lavorato in particolar modo nel proporre sonorità innovative e sperimentali. Band che uniscono il post-hardcore al progressive rock presentano una musica altamente tecnica ed elaborata, con una forte componente melodica, affiancata a elementi tipici del genere come voci in scream, breakdown, ritmiche veloci e aggressive. Esempi di "progressive post-hardcore" sono band come Of Machines, PMtoday, Exit Ten, First Signs of Frost, Dance Gavin Dance, The Fall of Troy e Devil Sold His Soul.